# Kyrketorp
Kyrketorp är kyrkbyn i Böda socken i Borgholms kommun vid länsväg 136 på östra sidan av Öland söder om småorten Böda.
Böda kyrka ligger här.